# Drapetis tumbinensis
Drapetis tumbinensis är en tvåvingeart som beskrevs av Smith 1969. Drapetis tumbinensis ingår i släktet Drapetis och familjen puckeldansflugor.
Artens utbredningsområde är Moçambique. Inga underarter finns listade i Catalogue of Life.